# Войтештій-дін-Дял
Войтештій-дін-Дял (рум. Voiteștii din Deal) — село у повіті Горж в Румунії. Входить до складу комуни Беленешть.
Село розташоване на відстані 221 км на захід від Бухареста, 15 км на північний схід від Тиргу-Жіу, 91 км на північ від Крайови.

## Населення
За даними перепису населення 2002 року у селі проживали 235 осіб, з них 234 особи (99,6%) румунів. Рідною мовою 234 особи (99,6%) назвали румунську.